# Standing on the Shoulder of Giants
Standing on the Shoulder of Giants é o quarto álbum de estúdio da banda britânica Oasis, lançado em 29 de fevereiro de 2000. 
Com um som mais psicodélico e com elementos eletrônicos, o álbum apresenta músicas diferentes do estilo Oasis, sendo sombrias e menos positivas. O trabalho foi considerado como um experimento da banda que estava em busca de um novo som, como nas guitarras invertidas de "Who Feels Love?", as colagens sonoras de "Fuckin' in the Bushes" e os loops de bateria em "Go Let It Out". A maioria das músicas falam sobre o conturbado período pós-Be Here Now: "Gas Panic!", com seus elementos de Trip Hop, descreve o ataque de pânico que Noel Gallagher sofreu em 1998; a progressiva "Roll It Over" fala sobre os carreiristas que se apoiaram no sucesso da banda (Robbie Williams o mais conhecido); e "Little James", a primeira composição de Liam Gallagher para a banda, que é sobre seu enteado. 
É o 16º álbum mais vendido na história das paradas do Reino Unido , vendendo mais de 310.000 cópias na primeira semana. Standing on the Shoulder of Giants foi certificado como dupla platina pela British Phonographic Industry  e vendeu cerca de 208.000 cópias nos EUA. 

## Background
O título do álbum cita erroneamente uma expressão de Sir Isaac Newton: "Se eu vi mais longe, foi por estar de pé sobre os ombros de gigantes".  Noel Gallagher viu a citação na ponta de uma moeda de £2 enquanto estava em um pub e gostou tanto que pensou que seria um nome adequado para o novo álbum do Oasis. Ele então escreveu o nome na lateral de um maço de cigarros enquanto estava bêbado e, ao acordar pela manhã, percebeu que havia escrito "Standing on the Shoulder of Giants".
Noel decidiu abandonar o equipamento usado nos três álbuns anteriores e, em vez disso, comprar "um monte de pedais realmente estranhos, guitarras velhas e pequenos amplificadores", pois a falta de um prazo para o álbum permitiu que ele "levasse alguns dias apenas brincando" e experimentasse novas paisagens musicais.  Noel foi forçado a tocar quase todos os instrumentos do álbum, auxiliado por alguns músicos adicionais devido à saída de dois membros fundadores da banda (o guitarrista Bonehead e o baixista Guigsy) enquanto o álbum ainda estava sendo gravado, suas partes foram regravadas por razões legais. O álbum apresenta Noel e Liam Gallagher ao lado do baterista Alan White , que também são os únicos retratados na capa do álbum. O guitarrista Gem Archer e o baixista Andy Bell (substituto de Bonehead e Guigsy, respectivamente) seriam oficialmente incluídos na banda logo após o lançamento do álbum.

## Músicas
O álbum teve quatro singles, lançados entre fevereiro e julho de 2000.
A faixa principal, "Fuckin' in the Bushes", não apresenta vocais, mas inclui citações sampleadas de Message to Love, um documentário do Isle of Wight Festival 1970.
"Gas Panic!" foi inspirado pelos ataques de pânico que Noel Gallagher estava tendo quando parou de usar drogas antes do nascimento de sua filha Anaïs. "'Gas Panic!' foi escrita enquanto eu estava deitado na cama suando, as habituais cinco ou seis horas da manhã, pensando, que inferno, você vale a pena?" ele disse. 
O Walmart optou por não vender o álbum, alegando que "Fuckin' in the Bushes" continha palavrões no título. 

## Capa do álbum
A arte do álbum apresenta a foto do horizonte de Manhattan tirada do telhado da 500 Fifth Avenue (5th Ave/W 42nd St). Alguns edifícios famosos são visíveis, incluindo o Empire State Building  em primeiro plano e o antigo World Trade Center ao fundo. Para criar a foto da capa, o fotógrafo capturou o mesmo quadro a cada meia hora em 18 horas durante todo o dia; as fotos foram compostas digitalmente na imagem final. Todos os singles lançados deste álbum continham arte baseada na arte do álbum; a foto usada para " Go Let It Out " pode ser vista acima de um dos edifícios na frente, que retrata cinco homens jogando futebol. Esta foto foi tirada do telhado de um estádio de futebol, e os jogadores de futebol do estacionamento foram editados no telhado na capa final.
Este álbum foi a primeira arte do Oasis que não foi criada por Brian Cannon.

## Legado
Em uma entrevista de 2011 com Grantland , Noel renegou o álbum, afirmando que ele nunca deveria ter sido feito. Ele lembrou que "não tinha razão ou desejo de fazer música" e "apenas escreveu músicas para fazer um álbum". Ele também esclareceu que adicionar Archer e Bell permitiu que a banda dividisse as tarefas de composição, pois ele sentia que "não poderia continuar escrevendo 20 músicas a cada dois anos". 

## Lista de faixas
Todas as músicas por Noel Gallagher, exceto onde anotado.
1. "Fuckin' in the Bushes" - 3:18
2. "Go Let it Out" - 4:38
3. "Who Feels Love?" - 5:44
4. "Put Yer Money Where Yer Mouth Is" - 4:27
5. "Little James" (L. Gallagher) - 4:15
6. "Gas Panic!" - 6:08
7. "Where Did It All Go Wrong?" - 4:26
8. "Sunday Morning Call" - 5:12
9. "I Can See a Liar" - 3:12
10. "Roll It Over" - 6:31

## Paradas musicais
| País/Parada (2000)                    | Melhor posição |
| ------------------------------------- | -------------- |
| Austrália (ARIA)                      | 6              |
| Áustria (Ö3 Austria Top 40)           | 3              |
| Bélgica (Ultratop Flandres)           | 12             |
| Bélgica (Ultratop Valônia)            | 15             |
| Canadá (Billboard)                    | 8              |
| Países Baixos (Dutch Charts)          | 16             |
| Finlândia (Suomen virallinen lista)   | 4              |
| França (SNEP)                         | 6              |
| Alemanha (Offizielle Deutsche Charts) | 5              |
| Itália (FIMI)                         | 1              |
| Nova Zelândia (RMNZ)                  | 8              |
| Noruega (VG-lista)                    | 4              |
| Suécia (Sverigetopplistan)            | 3              |
| Suíça (Schweizer Hitparade)           | 3              |
| Reino Unido (Official Albums Chart)   | 1              |
| Estados Unidos (Billboard 200)        | 24             |

## Créditos
- Liam Gallagher - vocais
- Noel Gallagher - guitarra, baixo, teclados, vocais, produção
- Alan White - bateria, percussão
- Paul Stacey – teclados, guitarra adicional em "Fuckin in the Bushes", guitarra ao contrário em "Who Feels Love?", baixo em "Who Feels Love?", "Gas Panic!", "I Can See a Liar" e "Roll It Over", guitarra acústica adicional em "Where Did It All Go Wrong?", guitarra solo em "Roll It Over"
- P. P. Arnold - backing vocals em "Fuckin' in the Bushes", "Put Yer Money Where Yer Mouth is" e "Roll It Over"
- Linda Lewis - backing vocals em "Fuckin' in the Bushes", "Put Yer Money Where Yer Mouth is" e "Roll It Over"
- Mark Coyle - sitar em "Put Yer Money Where Yer Mouth Is", guitarra de 12 cordas em "Little James"
- Mark Feltham - harmônica em "Gas Panic!"
- Tony Donaldson - mellotron em "Gas Panic!"
- Charlotte Glasson - flauta em "Gas Panic!"